# Antioch Arrow
Antioch Arrow was een Amerikaanse punkrockband uit San Diego (Californië), die in 1992 werd opgericht. Het grootste deel van hun discografie werd uitgebracht via het onafhankelijke label Gravity Records in San Diego. Het label was verantwoordelijk voor het vergroten van het profiel van San Diego in het underground muziekcircuit van het midden van de jaren 1990. De band, die uit elkaar ging in 1994 en postuum een laatste studioalbum uitbracht in 1995, wordt nu beschouwd als een van de meest invloedrijke bands van begin jaren 1990, die de emocore en posthardcore muziek van eind jaren 1990 en begin 2000 vorm gaven.

## Bezetting
Laatste bezetting
- Aaron Montaigne (zang, 1992–1994)
- Mac Mann (basgitaar, 1992–1994)
- Ron Avila (drums, 1992–1994)
- Jeff Winterberg (gitaar, 1992–1994)
- Andy Ward (gitaar, 1994)

Eerdere leden
- Aaron Richards (gitaar, 1992–1993)

## Geschiedenis
De band werd in 1992 voor het eerst geformeerd door zanger Aaron Montaigne, bassist Mac Mann en drummer Ron Avila (die ook bekend staat onder zijn bijnamen 'Ron Anarchy' en 'Maxamillion Avila'). Avila en Montaigne kenden elkaar oorspronkelijk van hun vorige band Heroin. Avila was de oorspronkelijke drummer van Heroin, maar vertrok nadat de band hun eerste twee shows speelden. Montaigne werd lid van de band om hem te vervangen. Het trio zou binnenkort de gitaristen Jeff Winterberg en Aaron Richards rekruteren en onder deze bezetting een split 7" uitbrengen met de band Candle en hun debuut 12" extended play The Lady Is A Cat, beide in 1993 via Gravity Records. Hierna verliet Richards de band en werd vervolgens vervangen door Andy Ward, die eerder deel uitmaakte van de band Evergreen.
Met hun vaste bezetting zou de band hun tweede ep In Love With Jetts in 1994 uitbrengen, opnieuw via Gravity Records. Tijdens hun run begon de band aan 3 verschillende tournees binnen de Verenigde Staten. De eerste was een tournee van een week langs de westkust in het voorjaar van 1993. De tweede was een tournee van een maand door de Verenigde Staten van eind juni tot begin juli 1993. De derde en laatste tournee was oorspronkelijk bedoeld voor zes weken van begin juni tot eind juli 1994. Problemen en interne conflicten beëindigden de tournee echter begin juli, waarbij de band veel shows in het noordwesten annuleerde. Hun laatste show vond ooit plaats in een vrachtwagenaanhangwagen in Boulder (Colorado) rond 6 juli 1994. In december 1994 kreeg de band door Amalgamented Recording Corp een vlucht naar Los Angeles aangeboden om op te nemen, wat resulteerde in het laatste album Gems Of Masochism, dat postuum in 1995 werd uitgebracht. Het album staat bekend om zijn gothic sound, gebruik makend van synthesizers. Volgens Montaigne werd het slecht ontvangen door het punkcircuit toen het voor het eerst werd uitgebracht.
Sinds het uiteenvallen van de band zijn de leden aan andere muzikale projecten gaan werken. Andy Ward en Ron Avila vormden bijvoorbeeld de Three One G-superband Holy Molar. Aaron Montaigne zou later aan het eind van de jaren 1990 een heroïneverslaving krijgen, maar werd uiteindelijk ontnuchterd toen hij begin jaren 2000 bij het Amerikaanse leger kwam. Jeff Winterberg zou doorgaan met fotograferen en in 2011 werd bij hem medulloblastoom vastgesteld, een zeldzame vorm van kanker die typisch kinderen treft, met slechts twee procent van de gevallen bij volwassenen.

## Stijl, invloeden en erfenis
De band wordt doorgaans gezien als een essentieel onderdeel van zowel first wave emo-muziek als de San Diego sound, een vroege stijl van posthardcore uit San Diego, die populair werd gemaakt door bands als Swing Kids en Heroin. De eerste drie publicaties van de band werden uitgegeven door Gravity Records, een label dat ook wordt beschouwd als een belangrijke rol in de San Diego sound. De vroege opnamen van de band, zoals The Lady Is A Cat, vertoonden een ietwat basic hardcore punkgeluid, terwijl In Love With Jetts een veel meer spastische, luidruchtige stijl werd geïntroduceerd, waar de band later bekend om zou staan. Het laatste album van de band Gems Of Masochism introduceerde synthesizers en een algehele gotic esthetiek, zowel muzikaal als visueel. De band is beschreven als posthardcore, artpunk, emocore, postpunk en no wave.
De band heeft vele invloeden genoemd, waaronder midden jaren 1980 DC emo en hardcore bands als Ignition en Rites of Spring. The Birthday Party was ook een grote vroege invloed voor de band en de ietwat vreemde stijl van The Nation of Ulysses inspireerde de band ook enorm. Zanger Aaron Montaigne heeft ook verklaard dat de vocale stijl van Chris Thompson (van de late jaren 1980 in Washington D.C. gevestigde hardcoreband Fury) zijn eigen stijl van wanhopige, angstige zang heeft gevormd. Antioch Arrow wordt nu beschouwd als een zeer invloedrijke band voor hun tijd. At the Drive-In heeft eens gezegd hoe de band hen beïnvloedde, evenals The Blood Brothers. De experimentele noiserockband Racebannon heeft Antioch Arrow ook beschreven als een vroege invloed.

## Discografie

### Studioalbums
- 1993: The Lady Is A Cat (Gravity Records)
- 1994: In Love With Jetts (Gravity Records)
- 1995: Gems Of Masochism (Amalgamated)

### Split records
- 1993: Antioch Arrow/Candle split 7" (Gravity)

### Compilatiealbums
- 1997: Antioch Arrow (Gravity)